# Campo Pro-Pekín (Hong Kong)
El campo pro-Beijing, el campo pro-establecimiento o el campo pro-China (en chino: 建制派 or 親中派) se refiere a una alineación política en Hong Kong que generalmente apoya las políticas del gobierno central de Beijing hacia Hong Kong. El término "campo pro-establecimiento" se usa regularmente para etiquetar el segmento más amplio de la arena política de Hong Kong que tiene una relación más estrecha con el establecimiento, es decir, el Gobierno de la República Popular de China (RPC) y el Gobierno de la Región Administrativa Especial de Hong Kong (RAEHK). También es retratado como el "Frente Patriótico" por los medios pro-Beijing y, a veces, retratado como "leales" por sus rivales del campo prodemocracia.
El campo pro-Beijing evolucionó de la facción procomunista de Hong Kong, que a menudo se llamaba "izquierdistas", que han tenido una larga historia de seguir las instrucciones del Partido Comunista de China (PCCh) hacia Hong Kong. Lanzó los disturbios de izquierda de 1967 contra el dominio colonial británico en Hong Kong y tuvo una larga rivalidad con el bloque pro-Kuomintang. Después de que se firmara la Declaración Conjunta Sino-Británica en 1984, afirmando la soberanía china sobre Hong Kong desde 1997, los izquierdistas tradicionales se realinearon y formaron extraoficialmente un "Frente Unido" con las élites conservadoras pro-negocios para contrarrestar el surgimiento del campo prodemocracia en la década de 1990 y garantizar una transición sin problemas de la soberanía de Hong Kong en interés de Beijing.
Desde el traspaso de soberanía en 1997, el campo pro-Beijing se ha convertido en la principal fuerza de apoyo del gobierno de Hong Kong y ha mantenido el control del Consejo Legislativo de Hong Kong (LegCo), con las ventajas en las circunscripciones funcionales elegidas indirectamente. Al entrar en la década de 2010, el campo pro-Beijing experimentó un período de diversificación en el que surgieron diferentes partidos y atacaron a diferentes votantes, lo que resultó en un aumento constante del apoyo. Con diversas posiciones sobre temas específicos, el campo generalmente abarca los valores conservadores a nivel político, social y económico, así como los sentimientos nacionalistas y patrióticos chinos. Sin embargo, las impopulares administraciones locales y la oposición a las políticas de Beijing hacia Hong Kong también han provocado derrotas en el campo en las elecciones locales de 2003 y 2019. 

## Ideología
Los miembros del campo pro-Beijing están unidos por la ideología política de estar más cerca del gobierno de Beijing, tanto por convicción como por pragmatismo, pero varían en otros temas dentro del contexto de Hong Kong. Algunas facciones pro-Beijing, incluidos los "izquierdistas tradicionales" que evolucionaron a partir de su convicción marxista-leninista y maoísta en los años 60 y 70, a menudo tienen un fuerte sentimiento de patriotismo y nacionalismo chino. Han tenido una tradición de años de seguir las órdenes del Partido Comunista de China (PCCh), muchos de los cuales también fueron presuntos miembros clandestinos del Partido Comunista.
Entre los pragmáticos, especialmente entre las élites pro-empresariales y los magnates que han sido absorbidos por el "Frente Unido" de Beijing, han disfrutado del poder político y los privilegios, así como los intereses económicos, del sistema político actual y sus estrechos vínculos con las autoridades de Beijing. Algunos moderados también esperan que al aceptar aquellos asuntos en los que China no se comprometa, se pueda preservar tanto como sea posible en el camino de las libertades personales y la autonomía local.
La retórica del campo pro-Beijing se relaciona principalmente con el patriotismo, la estabilidad social y la prosperidad económica. El campo pro-Beijing generalmente apoya el sufragio universal en Hong Kong bajo el marco de Beijing, aunque la facción más conservadora se opone al aumento del desarrollo democrático en Hong Kong con la introducción del sufragio universal y ve en él la creación de inestabilidad.